# Batala
Batala là một thành phố và là nơi đặt hội đồng đô thị (municipal council) của quận Gurdaspur thuộc bang Punjab, Ấn Độ.

## Địa lý
Batala có vị trí 31°49′B 75°12′Đ / 31,82°B 75,2°Đ Nó có độ cao trung bình là 249 mét (816 foot).

## Nhân khẩu
Theo điều tra dân số năm 2001 của Ấn Độ, Batala có dân số 126.646 người. Phái nam chiếm 53% tổng số dân và phái nữ chiếm 47%. Batala có tỷ lệ 72% biết đọc biết viết, cao hơn tỷ lệ trung bình toàn quốc là 59,5%: tỷ lệ cho phái nam là 75%, và tỷ lệ cho phái nữ là 69%. Tại Batala, 11% dân số nhỏ hơn 6 tuổi.